# Bagnoli Irpino
Bagnoli Irpino là một đô thị (comune) thuộc tỉnh Avellino trong vùng Campania của Ý. Bagnoli Irpino có diện tích km2, dân số là người (thời điểm ngày).